# 巴西银耳
巴西银耳（学名：Tremella brasiliensis）是属于银耳目银耳科银耳属的一种真菌，单生、散生于阔叶林中的阔叶树枯枝上及朽木上。该种分布于中国、巴西、巴拿马。